# 2019—2020年伊朗抗議
2019–2020年伊朗抗议是在伊朗境内多个城市发生的一系列抗争活动。抗议的导火索是伊朗油价上涨200%，但之后抗议延伸到了对伊朗现政权和最高领袖阿里·哈梅內伊的反对。

## 过程
抗议活动于11月15日晚间启动，由于社交网路上抗议影片的传播，抗议活动在数小时内扩散到了21个城市。
虽然抗议以和平集会开场，但政府的镇压引发了对整个伊朗现政权的反抗。根据人权组织國際特赦組織的资料，政府在伊朗各城市使用可致命的武力镇压，武装部队开枪造成至少208人伤亡。
为阻止抗议活动和抗议者死亡的信息在社交媒体上传播，伊朗政府在全国范围内关闭了互联网，导致约六天的互联网中断。
据报，伊朗政府还没收了死亡抗议者的尸体，以掩盖政府镇压的实际情况。12月18日，厄尔布尔士省伊斯兰革命卫队情报部队确定并逮捕了该省150名涉嫌“颠覆和破坏团体”的头目。伊朗警方表示，另有30名示威者头目被捕。
2020年1月11日，为抗议伊斯兰革命卫队击落乌克兰国际航空752号班机，德黑兰及一些城市再次爆发抗议示威，对伊朗政权施加更大压力，苏莱曼尼的照片被示威者焚烧，警察动用实弹进行镇压。

## 观点
伊朗政府指责西方反伊国家以及巴列维王朝“保皇派”支持并制造了这起暴乱。伊朗警方表示，一些被捕的示威者头目承认接受国内外势力的雇佣、接受资金，烧毁了公共财产和建筑物。
根据大赦国际和法尔达电台的说法，此次抗议示威是1979年伊朗伊斯蘭革命以来暴力程度最重以及最严重的抗议示威。

## 后续
伊朗通讯社声称，从2019年11月19日开始，伊朗各城市成千上万的人参加了反对暴乱的亲政府集会，并表示支持伊朗最高领导人。2019年11月20日，伊朗总统哈桑·鲁哈尼宣布对“敌人”的胜利。第二天，伊朗开始逐步恢复互联网连接。许多支持者（包括IRGC领导人侯赛因·萨拉米）也呼吁对反政府示威者判处死刑。
大赦国际在12月16日表示，抗议活动持续了一个月后，伊朗安全部队仍在逮捕人民，特别是青年人。首都德黑兰附近的监狱人满为患，其中包括15岁及以下的青少年。囚犯每天面临着酷刑和骚扰。

### 影响
计划将燃料价格上涨所节省的资金分配给代表伊朗人口75％的1800万贫困家庭。但是，根据《经济学人》的报道，由于通货膨胀率已经达到40％，货币汇率暴跌，物价上涨的通货膨胀风险使大部分收益丧失了。哈梅内伊已经认识到这种通货膨胀威胁。

## 关联条目
- 乌克兰国际航空752号班机空难
- 2018年－2019年伊朗大罢工与抗议（英语：2018–2019 Iranian general strikes and protests）
- 2017－2018年伊朗示威
- 2009年伊朗绿色革命
- 1999年7月伊朗学生示威（英语：Iran student protests, July 1999）
- 伊朗伊斯兰革命
- 白色革命
- 第二次阿拉伯之春
- 阿米尼示威